# Fludioxonil
Fludioxonil (ISO-naam) is een niet-systemisch fungicide dat in 1993 geïntroduceerd werd door Ciba-Geigy (tegenwoordig Syngenta). Het wordt gebruikt voor het behandelen van zaaizaad van granen en (gewoonlijk in combinatie met een ander fungicide zoals cyprodinil) op vele groenten- en fruitteelten en sierplanten. Merknamen van Syngenta zijn onder meer Celest (voor zaadbehandeling) en Switch (fludioxonil+cyprodinil voor versproeiing op de teelten). Fludioxonil wordt ingezet tegen onder meer Fusarium, Rhizoctonia, Alternaria en Botrytis cinerea (grauwe schimmel).

## Regelgeving
Fludioxonil is in 2007 in de Europese Unie opgenomen in de lijst van toegelaten gewasbeschermingsmiddelen.

## Toxicologie en veiligheid
Fludioxonil is niet acuut toxisch via orale of dermale weg of door inhalatie. De stof is ook niet carcinogeen, teratogeen of genotoxisch gebleken. Het risico voor vogels, bijen, aardwormen en andere bodemorganismen is laag; voor vissen en ongewervelde waterdieren is het risico wel hoog en bij het verspuiten moet men maatregelen treffen om te vermijden dat het product in het water terechtkomt.